# Pueblo de Nambé

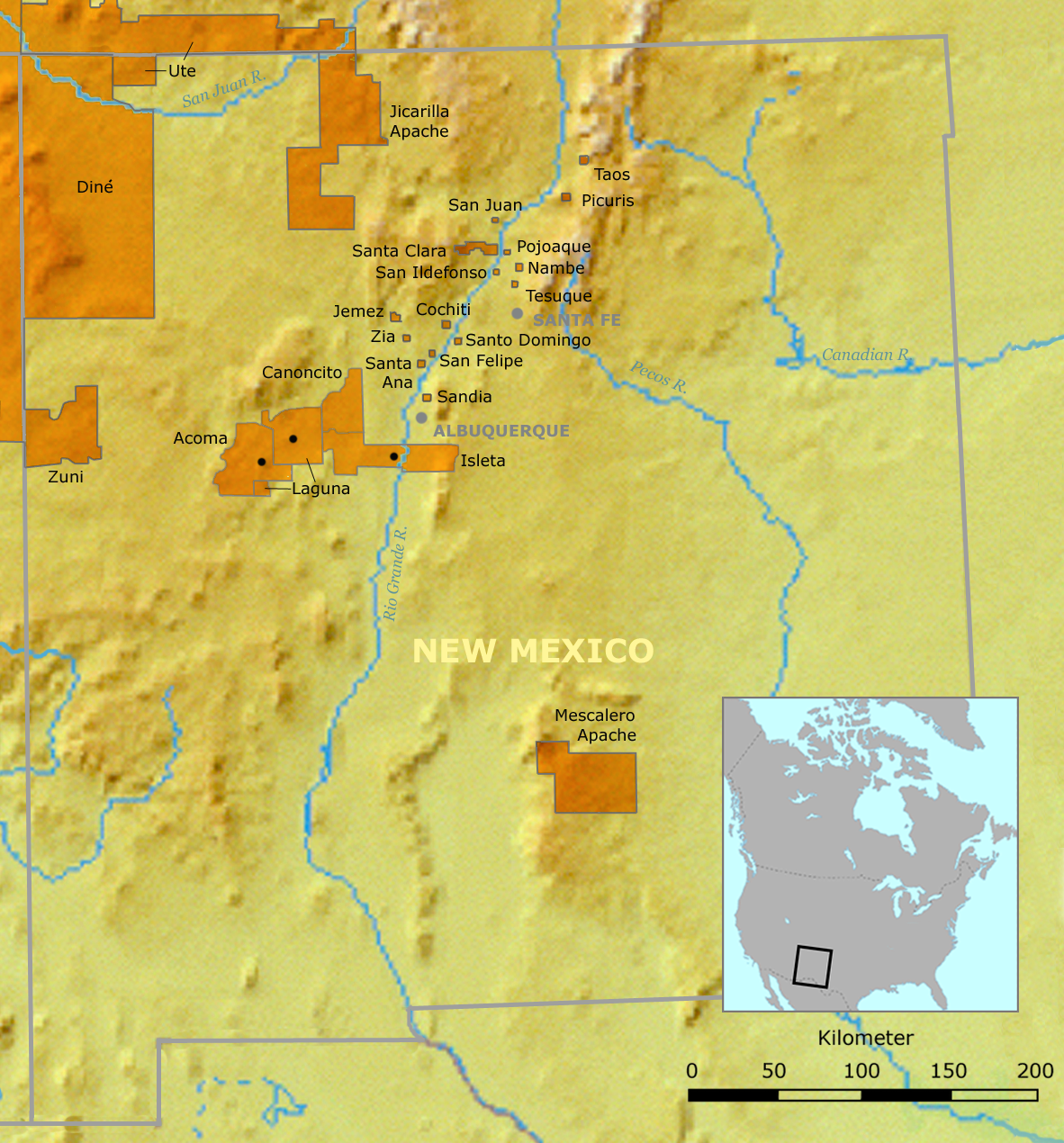
Ubicación del pueblo Nambé

Los Nambé ("gente de la tierra redonda") son una tribu amerindia de cultura pueblo y de lengua tewa (grupo de lenguas kiowa-tanoanas) que vive en Nuevo México, cercana a los pueblo Pojoaque y Tesuque.  Su lengua tenía 200 parlantes en 1967. Según datos del BIA de 1995, había 633 apuntados en el rol tribal, pero según el censo de 2000 estaban registrados 546 individuos.
- Datos: Q1964155
- Multimedia: Nambé Pueblo, New Mexico / Q1964155